# Port Saint Mary
Port Saint Mary (manx Purt le Moirrey) – miasto na południowo-zachodnim wybrzeżu wyspy Man; 2 tys. mieszkańców (2006).

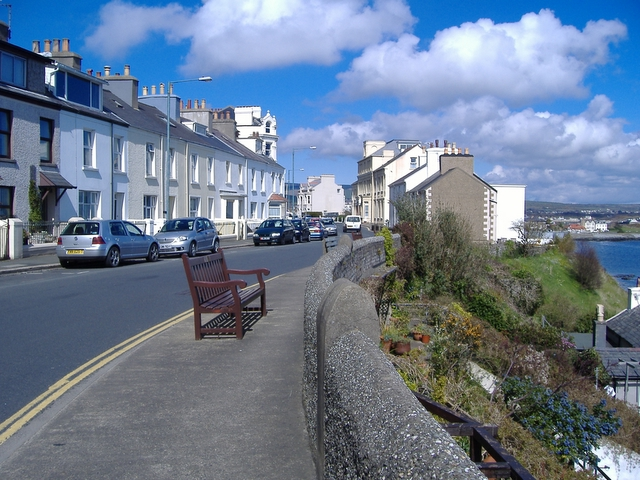
Widok miasta